# Bjørn Arild Gram

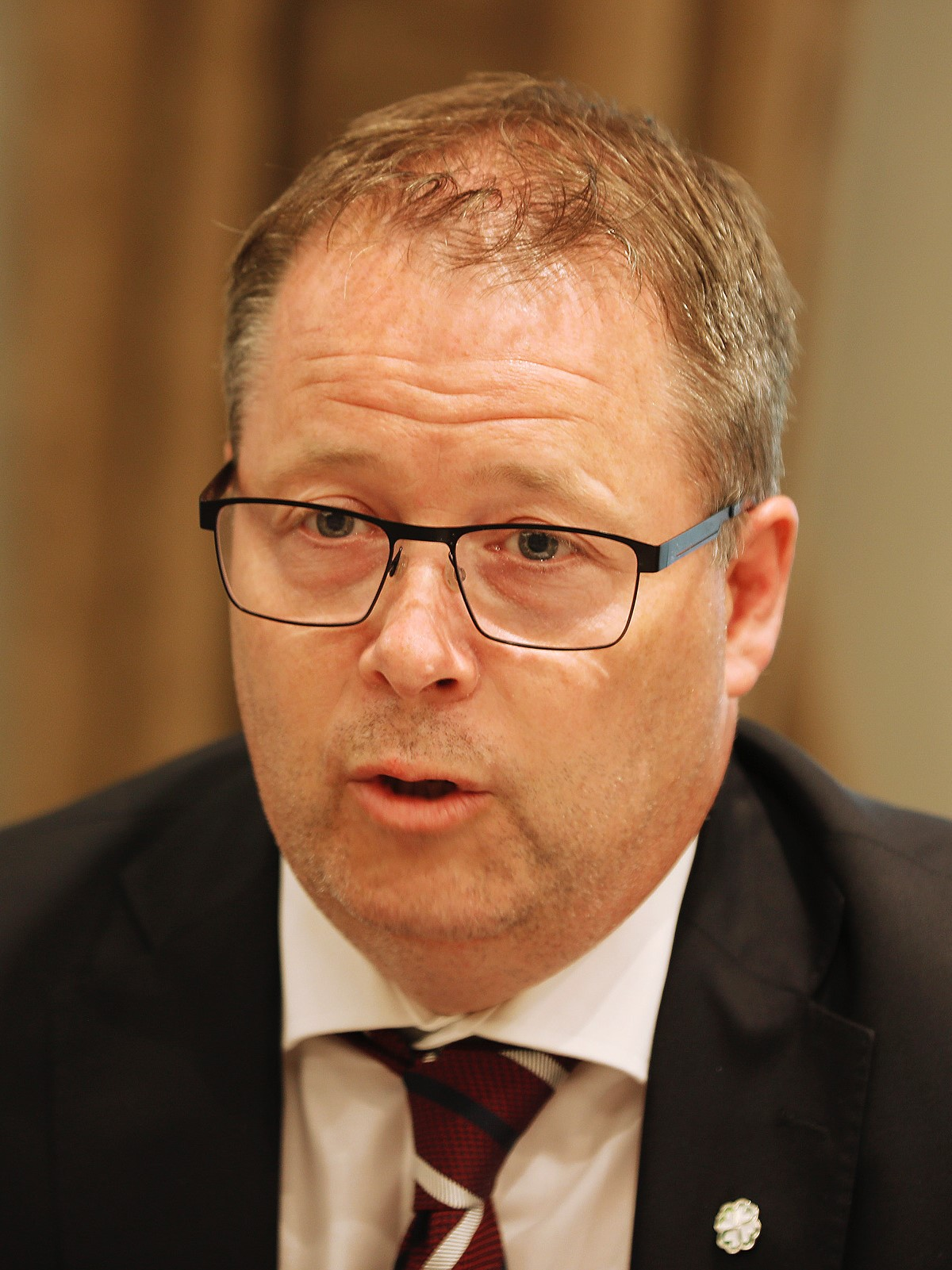
Bjørn Arild Gram, 2022

Bjørn Arild Gram (* 7. Mai 1972 in Steinkjer) ist ein norwegischer Politiker der Senterpartiet (Sp) und derzeitiger Verteidigungsminister Norwegens. Von 1996 bis 1998 stand er der Parteijugend Senterungdommen vor. Zwischen Oktober 2005 und Oktober 2007 war er Staatssekretär im Finanzministerium. Gram fungierte von 2007 bis 2020 als Bürgermeister von Steinkjer. Von Oktober 2021 bis April 2022 war er der Kommunal- und Distriktsminister seines Landes, anschließend bis Februar 2025 Verteidigungsminister.

## Leben
Gram studierte von 1991 bis 1997 Wirtschaft und Verwaltung an der Hochschule Nord-Trøndelag. Des Weiteren studierte er Geschichte. Während seiner Studienzeit war er auch kommunalpolitisch engagiert und er zog 1991 erstmals in das Kommunalparlament von Steinkjer ein. Bei den Fylkestingswahlen 1995 wählte man ihn zudem in das Fylkesting des damaligen Fylkes Nord-Trøndelag. Im Jahr 1996 wurde er zum Vorsitzenden der Parteijugend Senterungdommen gewählt. Das Amt übte er bis 1998 aus. Ab 2000 arbeitete er als Abteilungsleiter bei Telenor Mobil.
Am 17. Oktober 2005 wurde er in der neu gebildeten Regierung Stoltenberg II zum Staatssekretär im norwegischen Finanzministerium ernannt. Als solcher war er bis zum 12. Oktober 2007 unter Ministerin Kristin Halvorsen von der Sosialistisk Venstreparti tätig. Im Anschluss an die Kommunalwahl 2007 wurde er zum neuen Bürgermeister der Kommune Steinkjer gewählt. Gram zog bei den Parlamentswahlen 1993, 2001, 2005, 2013 und 2017 jeweils nicht direkt in das norwegische Nationalparlament Storting ein. Er wurde für den Wahlkreis Nord-Trøndelag stattdessen jeweils sogenannter Vararepresentant, also Ersatzabgeordneter. Als solcher kam er vom 1. bis zum 16. Oktober 2013 zu einem festen Einsatz. Gram vertrat dabei seine Parteikollegin Marit Arnstad, die als Ministerin bis zum Abtritt der Regierung Stoltenberg II zu Beginn der Legislaturperiode als Mitglied der Regierung noch ihr Mandat ruhen lassen musste.
In den Jahren 2012 bis 2020 war er stellvertretender Vorsitzender von KS, der Interessensorganisation der norwegischen Kommunen. Im Februar 2020 wurde er zum neuen Vorsitzenden der Organisation gewählt. Gram, der 2019 seine vierte Amtsperiode als Bürgermeister von Steinkjer antrat, legte daraufhin sein Bürgermeisteramt im März 2020 nieder.
Am 14. Oktober 2021 wurde Gram zum neuen Kommunal- und Distriktsminister in der neu gebildeten Regierung Støre ernannt. Zum 1. Januar 2022 wurde das Ministerium von Kommunal- und Modernisierungsministerium (Kommunal- og moderniseringsdepartementet) analog zu seinem Ministertitel zu Kommunal- und Distriktsministerium (Kommunal- og distriktsdepartementet) umbenannt. Nach dem Rücktritt seines Parteikollegen Odd Roger Enoksen wurde er am 12. April 2022 zum neuen Verteidigungsminister ernannt. Er schied nach dem Regierungsaustritt der Senterpartiet am 4. Februar 2025 aus dem Amt aus. Sein Nachfolger wurde Tore O. Sandvik.